# 约里斯·马泰森
約里斯·馬泰森（荷蘭語：Joris Mathijsen，1980年4月5日—），荷蘭足球運動員，擔任中堅。馬泰森雖然主要使用右腳，但他經常擔任偏左中堅。

## 生平
馬泰森於本地球隊SV VOAB展開足球訓練，他9歲的時候轉而加入威廉二世的青訓系統，訓練成為職業球員。1999年2月27日，19歲的馬泰森首次代表威廉二世上陣，對手是烏德勒支。在威廉二世六個賽季後，他被售至阿爾克馬爾，他用了很久的努力才進入了一隊。
2004年11月17日，馬泰森首次代表荷蘭隊上陣，在客場以3-0擊敗安道爾。其後，馬泰森成為了國家隊的中流砥柱，入選了2006年世界盃23人名單，而荷蘭隊最終在16強行人止步。世界盃後，馬泰森作為布拉鲁兹的代替人選加盟了汉堡。2008年歐洲國家盃，馬泰森亦入選了國家隊23人名單，可惜荷蘭在半準決賽止步。
2010年，马泰森参加了2010年世界杯，并帮助球队打入了决赛，可惜荷兰队的大门在第117分钟被伊涅斯塔攻破，最终荷兰队痛失冠军。

## 外部連結
- FIFA 馬泰森數據 （页面存档备份，存于）（英文）
- 馬泰森資料數據 （页面存档备份，存于）
- Wereld van oranje.nl 馬泰森資料（荷兰文）
- 馬泰森數據 （页面存档备份，存于）